# Бобруйск (футбольный клуб)
«Бобру́йск» (бел. «Бабруйск») — белорусский футбольный клуб из Бобруйска, в начале 1996 года прекративший своё существование из-за отсутствия финансирования.
В 1993 клуб получил название «Фандок» — от одноимённого деревообрабатывающего комбината.
Известен участием в финале Кубка Беларуси 1994, где уступил в финале минскому «Динамо», а позже также проиграл ему же в Кубке сезона (неофициальный матч суперкубка страны).
В сезоне 1995 года вылетел из Высшей лиги.
До 1991 года команда, созданная в 1984 году под названием «Трактор», играла в чемпионате ДФСО профсоюза БССР (1985—1988) и чемпионате Белорусской ССР (1989—1991, в 1989, 1990 — во второй лиге).
За «Бобруйск» играли Александр Кульчий, Сергей Яромко, Андрей Хрипач и братья Градобоевы.

## История в Лиге и Кубке страны
| Сезон   | Лига                                | Место | Игр | В  | Н  | П  | Голов | Очков | Кубок         | Примечания    |
| ------- | ----------------------------------- | ----- | --- | -- | -- | -- | ----- | ----- | ------------- | ------------- |
| 1992    | Чемпионат Беларуси. Высший дивизион | 4     | 15  | 8  | 3  | 4  | 13-10 | 19    | четвертьфинал |               |
| 1992/93 | Чемпионат Беларуси. Высший дивизион | 6     | 32  | 15 | 10 | 7  | 37-20 | 40    | 1/32          |               |
| 1993/94 | Чемпионат Беларуси. Высший дивизион | 5     | 30  | 13 | 7  | 10 | 32-25 | 33    | финал         |               |
| 1994/95 | Чемпионат Беларуси. Высший дивизион | 12    | 30  | 8  | 12 | 10 | 31-36 | 28    | 1/32          |               |
| 1995    | Чемпионат Беларуси. Высший дивизион | 16    | 15  | 0  | 2  | 13 | 6-54  | 2     | 1/32*         | расформирован |

* — Расформирован после первой игры.

## Прежние названия
- до 1992 — «Трактор»
- 1993—1995 — «Фандок»
- 1995—1996 — ФК «Бобруйск»

## Тренеры
- Пряжников, Александр Петрович (1992)
- Курнев, Владимир Борисович (1993)
- Грузнов, Юрий Николаевич (1993—1994)
- Шабуня, Евгений Петрович / Савостиков, Иван Иванович (1994)
- Сабинин, Александр Григорьевич (1995)